# Сканцано Јонико (Матера)
Сканцано Јонико (итал. Scanzano Jonico) је насеље у Италији у округу Матера, региону Базиликата.
Према процени из 2011. у насељу је живело 4154 становника. Насеље се налази на надморској висини од 28 м.

## Географија
| Клима (Сканцано Јонико)  | Клима (Сканцано Јонико) | Клима (Сканцано Јонико) | Клима (Сканцано Јонико) | Клима (Сканцано Јонико) | Клима (Сканцано Јонико) | Клима (Сканцано Јонико) | Клима (Сканцано Јонико) | Клима (Сканцано Јонико) | Клима (Сканцано Јонико) | Клима (Сканцано Јонико) | Клима (Сканцано Јонико) | Клима (Сканцано Јонико) | Клима (Сканцано Јонико) |
| Показатељ \ Месец        | .Јан.                   | .Феб.                   | .Мар.                   | .Апр.                   | .Мај.                   | .Јун.                   | .Јул.                   | .Авг.                   | .Сеп.                   | .Окт.                   | .Нов.                   | .Дец.                   | .Год.                   |
| ------------------------ | ----------------------- | ----------------------- | ----------------------- | ----------------------- | ----------------------- | ----------------------- | ----------------------- | ----------------------- | ----------------------- | ----------------------- | ----------------------- | ----------------------- | ----------------------- |
| Средњи максимум, °C (°F) | 11,1 (52)               | 12,3 (54,1)             | 14,7 (58,5)             | 18,1 (64,6)             | 23,1 (73,6)             | 27,5 (81,5)             | 31,6 (88,9)             | 31,7 (89,1)             | 27,4 (81,3)             | 22,1 (71,8)             | 17,3 (63,1)             | 13,2 (55,8)             | 31,7 (89,1)             |
| Средњи минимум, °C (°F)  | 3,6 (38,5)              | 4,0 (39,2)              | 5,7 (42,3)              | 8,2 (46,8)              | 12,3 (54,1)             | 15,6 (60,1)             | 19,0 (66,2)             | 19,2 (66,6)             | 16,2 (61,2)             | 12,6 (54,7)             | 8,7 (47,7)              | 5,2 (41,4)              | 3,6 (38,5)              |
| [ тражи се извор ]       |                         |                         |                         |                         |                         |                         |                         |                         |                         |                         |                         |                         |                         |

## Становништво
| 1931. | 1936. | 1951. | 1961. | 1971. | 1981. | 1991. | 2001. | 2011. |
| ----- | ----- | ----- | ----- | ----- | ----- | ----- | ----- | ----- |
| 2.061 | 2.169 | 3.302 | 4.924 | 5.131 | 5.959 | 6.210 | 6.711 | 7.171 |